# Heterotetramer

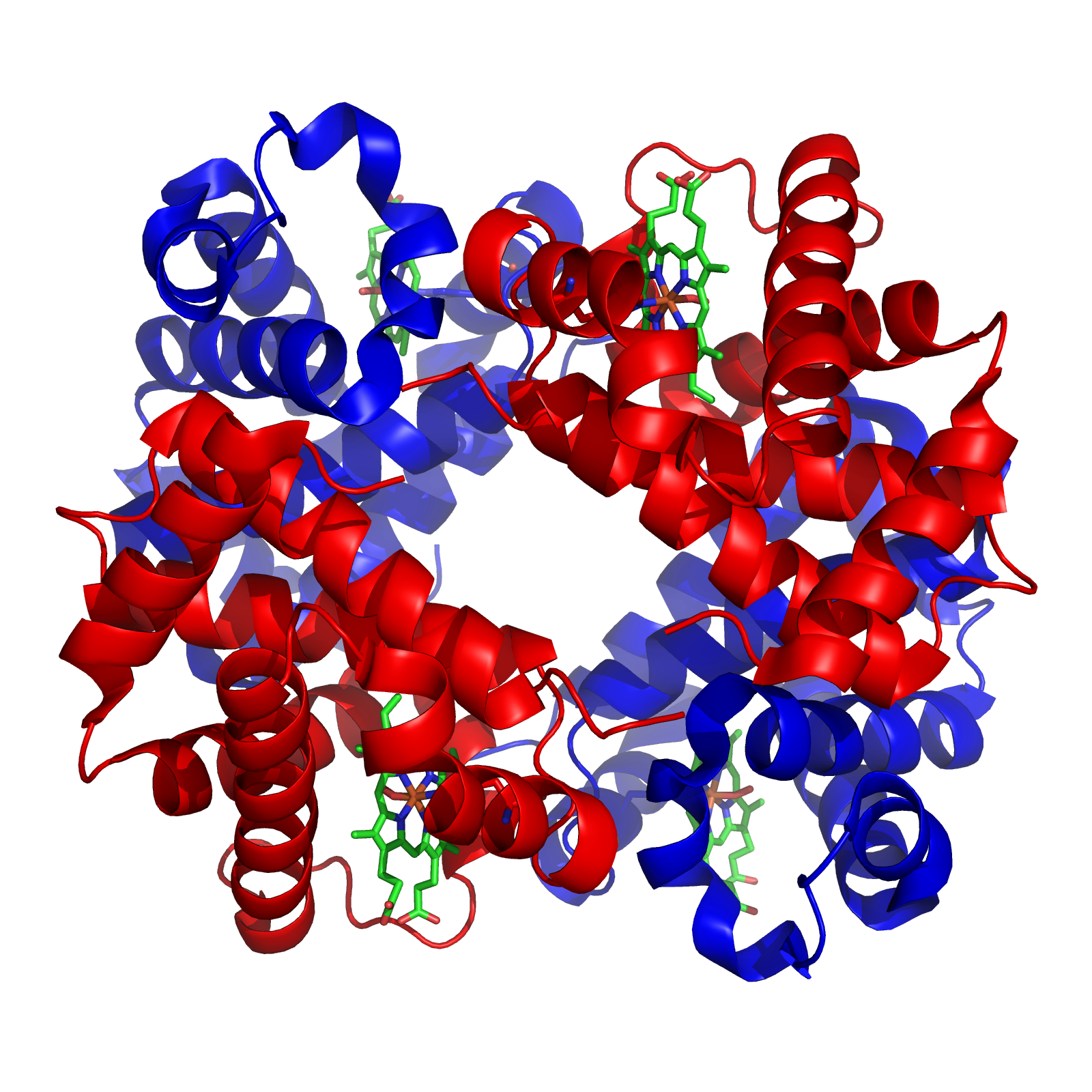
Das heterotetramere Molekül Hämoglobin besteht aus vier Untereinheiten mit zwei verschiedenen Typen (red und blue gefärbt).

Ein Heterotetramer ist ein Protein, das vier nicht-kovalent verbundene Protein-Untereinheiten besitzt, die nicht alle identisch sind. Ein Homotetramer beinhaltet hingegen vier identische Untereinheiten. Beide zählen zu den Tetrameren.
Beispiele wären Hämoglobin (siehe Bild), NMDA-Rezeptor, einige Aquaporine, AMPA-Rezeptoren sowie einige Enzyme.